# Siroe
Siroe (títol original en italià, en català Siroe), Händel-Werke-Verzeichnis 24, és una obra dramaticomusical en tres actes composta  per Georg Friedrich Händel sobre un llibret en italià de Nicola Francesco Haym, basat en Siroe de Pietro Metastasio. Es va estrenar el 17 de febrer de 1728 al Her Majesty's Theatre de Ciutat de Westminster.